# Blair (Wisconsin)
Blair é uma cidade localizada no estado norte-americano de Wisconsin, no Condado de Trempealeau.

## Demografia
Segundo o censo norte-americano de 2000, a sua população era de 1273 habitantes.
Em 2006, foi estimada uma população de 1276, um aumento de 3 (0.2%).

## Geografia
De acordo com o United States Census Bureau tem uma área de
3,0 km², dos quais 2,8 km² cobertos por terra e 0,2 km² cobertos por água. Blair localiza-se a aproximadamente 260 m acima do nível do mar.

## Localidades na vizinhança
O diagrama seguinte representa as localidades num raio de 20 km ao redor de Blair.